# Steinmühle (Weihenzell)
Steinmühle (fränkisch: Schdah-mil) ist ein Gemeindeteil der Gemeinde Weihenzell im Landkreis Ansbach (Mittelfranken, Bayern). Steinmühle liegt in der Gemarkung Weihenzell.

## Geografie
Der Weiler liegt an der Rippach. Etwas östlich der Mühle mündet der Muckenwiesengraben rechts in die Rippach. 0,5 km nördlich liegt die Flur Eckertsleiten. Der Ort liegt an der Kreisstraße AN 10, die nach Weihenzell (1 km nordwestlich) bzw. an der Fessenmühle vorbei nach Frankendorf führt (2 km östlich).

## Geschichte
Die Mühle wurde in den Vetter’schen Oberamtsbeschreibungen des Fürstentums Ansbach von 1732 als „Stein Mühl“ erstmals schriftlich erwähnt. Nach der Weihenzeller Kirchenchronik soll sie ursprünglich „Wiesenmühle“ geheißen haben. Der Ortsname bezieht sich auf den felsigen Grund, auf dem die Mühle errichtet wurde und nicht auf die Bauart der Mühle, da zu dieser Zeit alle Wassermühlen aus Stein erbaut wurden.
Gegen Ende des 18. Jahrhunderts gab es in Steinmühle ein Anwesen. Das Hochgericht und die Grundherrschaft übte das brandenburg-ansbachische Hofkastenamt Ansbach aus. Von 1797 bis 1808 unterstand der Ort dem Justiz- und Kammeramt Ansbach.
Im Rahmen des Gemeindeedikts wurde Steinmühle dem 1808 gebildeten Steuerdistrikt Weihenzell und der 1811 gegründeten Ruralgemeinde Weihenzell zugeordnet.

### Ehemaliges Baudenkmal
- ehemalige Wassermühle: zweigeschossiger Bau, wohl des 18. Jahrhunderts[12]

### Einwohnerentwicklung
| Jahr      | 001818 | 001840 | 001861 | 001871 | 001885 | 001900 | 001925 | 001950 | 001961 | 001970 | 001987 | 001999 | 002011 | 002017 |
| Einwohner | 8      | 7      | *      | 10     | 9      | 11     | 14     | 18     | 18     | 14     | 15     | 27     | 14     | 13     |
| Häuser    | 2      | 2      |        |        | 2      | 2      | 3      | 3      | 3      |        | 4      |        |        |        |
| Quelle    | [ 14 ] | [ 15 ] | [ 16 ] | [ 17 ] | [ 18 ] | [ 19 ] | [ 20 ] | [ 21 ] | [ 22 ] | [ 23 ] | [ 24 ] | [ 25 ] |        | [ 1 ]  |

## Religion
Der Ort ist evangelisch-lutherisch geprägt und bis heute nach St. Jakob (Weihenzell) gepfarrt. Die Einwohner römisch-katholischer Konfession waren zunächst nach St. Ludwig (Ansbach) gepfarrt, seit 1970 ist die Pfarrei Christ König (Ansbach) zuständig.